# Turkoois pluimbroekje
Het turkoois pluimbroekje (Eriocnemis godini) is een vogelsoort uit de familie Trochilidae (kolibries) die alleen in bergbossen van Ecuador voorkomt. De vogel werd in 1851 door de Franse vogelkundige Jules Bourcier geldig beschreven. Het is een ernstig bedreigde, endemische vogelsoort. De naam is ontleend aan de met witte donsveertjes bevederde pootjes.

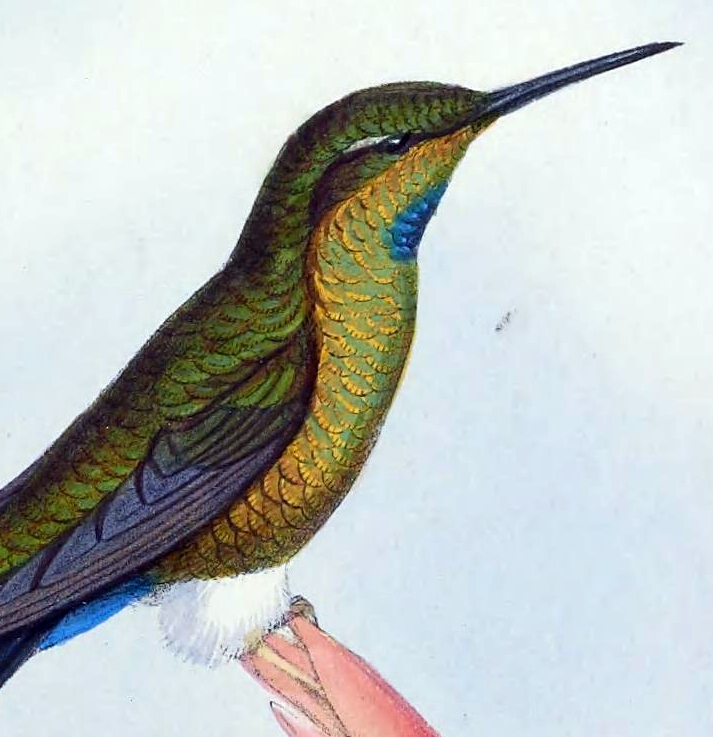
Detail van de illustratie van J. Gould waarop het pluimbroekje goed te zien is.

## Kenmerken
De vogel is 10 tot 11 cm lang en heeft een dunne rechte, zwarte snavel. De vogel is van boven groen met een goudkleurige glans, dit groen gaat over in blauwgroen op de onderrug, stuit en bovenstaartdekveren. Van onder is de vogel ook glanzend groen, op de keel met een zwak blauw gekleurde vlek (alleen mannetje) en op de buik weer een lichte goudkleurige glans. Op de poten zitten witte donsveren (het "pluimbroekje"). De onderkant van de staart is paars, de staart is licht gevorkt en zeer donkerblauw. Mannetje en vrouwtje zien er bijna hetzelfde uit, het vrouwtje mist de blauwe keelvlek.

## Verspreiding en leefgebied
Het turkoois pluimbroekje is endemisch in Ecuador. De soort is waargenomen in kloofdalen in Guaillabamba en Tungurahu in het noordwesten van het land op hoogten tussen 2100 en 2300 m boven de zeespiegel. Het leefgebied bestaat uit montaan bos en bosranden met dicht struikgewas.

## Status
De soort is alleen bekend van museumcollecties uit de 19de eeuw die zijn verzameld in het dal van de Río Guaillabamba in het zuiden van Perucho, Pichincha in Noord-Ecuador. Verder is er een onbevestigde waarneming uit de buurt van Quito uit 1976. De vogel is waarschijnlijk uitgestorven. Het oorspronkelijke leefgebied is grotendeels vernietigd, maar mogelijk zijn er resten in moeilijk toegankelijke kloofdalen. Een eventueel nog bestaande populatie zal uit hoogstens 50 vogels bestaan. Om deze redenen staat het turkoois pluimbroekje als ernstig bedreigd (kritiek) op de Rode Lijst van de IUCN.